# Anthony Moris
Anthony Moris (Arlon, 29 aprile 1990) è un calciatore belga naturalizzato lussemburghese, portiere dell'Al-Khaleej e della nazionale lussemburghese.

## Carriera

### Club
Ha giocato nella massima serie del campionato belga con lo Standard Liegi come portiere di riserva. Ha fatto il suo esordio nel 2011 nello 0-0 casalingo contro il Cercle Bruges. Lo stesso anno viene impiegato anche in Europa League contro il Copenaghen. Nel 2014 viene mandato in prestito al Sint-Truiden. Nell'estate successiva rimane svincolato. Dopo qualche mese viene prelevato dal Mechelen (Malines). 
A partire dal 19 luglio 2018 è in forze al Virton. Il 1º settembre successivo così fa l'esordio in Eerste Klasse Amateurs, vincendo 0-3 in trasferta.

### Nazionale
Ha giocato nelle nazionali giovanili belghe Under-19 ed Under-21.
Il 26 maggio 2014 ha esordito con la nazionale lussemburghese nell'amichevole contro il Belgio, persa per 5-1.
Ha preso parte alle qualificazioni per il Mondiale 2018 e alla Nations League 2018-2019.

## Statistiche

### Presenze e reti nei club
Statistiche aggiornate al 25 maggio 2025.
| Stagione                    | Squadra                     | Campionato                  | Campionato | Campionato | Coppe nazionali | Coppe nazionali | Coppe nazionali | Coppe continentali | Coppe continentali | Coppe continentali | Altre coppe | Altre coppe | Altre coppe | Totale | Totale |
| Stagione                    | Squadra                     | Comp                        | Pres       | Reti       | Comp            | Pres            | Reti            | Comp               | Pres               | Reti               | Comp        | Pres        | Reti        | Pres   | Reti   |
| --------------------------- | --------------------------- | --------------------------- | ---------- | ---------- | --------------- | --------------- | --------------- | ------------------ | ------------------ | ------------------ | ----------- | ----------- | ----------- | ------ | ------ |
| 2011-2012                   | Standard Liegi              | D1                          | 2+5        | -2+ -9     | CB              | 2               | -3              | UCL+UEL            | 0+1                | 0                  | -           | -           | -           | 10     | -14    |
| 2012-2013                   | Standard Liegi              | D1                          | 0+2        | 0 + -4     | CB              | 2               | -3              | -                  | -                  | -                  | -           | -           | -           | 4      | -7     |
| 2013-gen. 2014              | Standard Liegi              | D1                          | 0          | -0         | CB              | 0               | -0              | UEL                | 0                  | -0                 | -           | -           | -           | 0      | -0     |
| Totale Standard Liegi       | Totale Standard Liegi       | Totale Standard Liegi       | 2+7        | -2 + -13   |                 | 4               | -6              |                    | 1                  | 0                  |             | -           | -           | 14     | -21    |
| gen.-giu. 2014              | Sint-Truiden                | D2                          | 4+5        | -2 + -8    | CB              | -               | -               | -                  | -                  | -                  | -           | -           | -           | 9      | -10    |
| 2014-2015                   | Malines                     | D1                          | 0+4        | 0          | CB              | 0               | -0              | UCL                | -                  | -                  | -           | -           | -           | 4      | 0      |
| 2015-2016                   | Malines                     | D1                          | 0+1        | 0 + -5     | CB              | 0               | -0              | -                  | -                  | -                  | -           | -           | -           | 1      | -5     |
| 2016-2017                   | Malines                     | D1                          | 12         | -15        | CB              | 0               | -0              | -                  | -                  | -                  | -           | -           | -           | 12     | -15    |
| 2017-2018                   | Malines                     | D1                          | 0          | -0         | CB              | 0               | -0              | -                  | -                  | -                  | -           | -           | -           | 0      | -0     |
| Totale Malines              | Totale Malines              | Totale Malines              | 12+5       | -15 + -5   |                 | 0               | -0              |                    | -                  | -                  |             | -           | -           | 17     | -20    |
| 2018-2019                   | Virton                      | D3                          | 25+5       | -16 + -2   | CB              | 2               | -4              | -                  | -                  | -                  | -           | -           | -           | 32     | -22    |
| 2019-2020                   | Virton                      | D2                          | 24         | -19        | CB              | 0               | -0              | -                  | -                  | -                  | -           | -           | -           | 24     | -19    |
| Totale Virton               | Totale Virton               | Totale Virton               | 49+5       | -35 + -2   |                 | 2               | -4              |                    | -                  | -                  |             | -           | -           | 56     | -41    |
| 2020-2021                   | Union Saint-Gilloise        | D2                          | 26         | -24        | CB              | 2               | -6              | -                  | -                  | -                  | -           | -           | -           | 28     | -30    |
| 2021-2022                   | Union Saint-Gilloise        | D1                          | 33+6       | -27 + -5   | CB              | 0               | -0              | -                  | -                  | -                  | -           | -           | -           | 39     | -32    |
| 2022-2023                   | Union Saint-Gilloise        | D1                          | 34+6       | -41 + -8   | CB              | 4               | -2              | UCL+UEL            | 2+10               | -3 + -15           | -           | -           | -           | 56     | -69    |
| 2023-2024                   | Union Saint-Gilloise        | D1                          | 29+10      | -30 +-12   | CB              | 4               | -3              | UEL+UECL           | 8+2                | -8 + -4            | -           | -           | -           | 53     | -57    |
| 2024-2025                   | Union Saint-Gilloise        | D1                          | 30+10      | -25 + -3   | CB              | 3               | -7              | UCL+UEL            | 2+10               | -4 + -11           | SB          | 1           | -1          | 56     | -51    |
| Totale Union Saint-Gilloise | Totale Union Saint-Gilloise | Totale Union Saint-Gilloise | 152+32     | -147 + -28 |                 | 13              | -18             |                    | 34                 | -45                |             | 1           | -1          | 232    | -239   |
| Totale carriera             | Totale carriera             | Totale carriera             | 273        | -257       |                 | 19              | -28             |                    | 35                 | -45                |             | 1           | -1          | 328    | -331   |

### Cronologia presenze e reti in nazionale
| Cronologia completa delle presenze e delle reti in nazionale ― Lussemburgo | Cronologia completa delle presenze e delle reti in nazionale ― Lussemburgo | Cronologia completa delle presenze e delle reti in nazionale ― Lussemburgo | Cronologia completa delle presenze e delle reti in nazionale ― Lussemburgo | Cronologia completa delle presenze e delle reti in nazionale ― Lussemburgo | Cronologia completa delle presenze e delle reti in nazionale ― Lussemburgo | Cronologia completa delle presenze e delle reti in nazionale ― Lussemburgo | Cronologia completa delle presenze e delle reti in nazionale ― Lussemburgo |
| Data                                                                       | Città                                                                      | In casa                                                                    | Risultato                                                                  | Ospiti                                                                     | Competizione                                                               | Reti                                                                       | Note                                                                       |
| -------------------------------------------------------------------------- | -------------------------------------------------------------------------- | -------------------------------------------------------------------------- | -------------------------------------------------------------------------- | -------------------------------------------------------------------------- | -------------------------------------------------------------------------- | -------------------------------------------------------------------------- | -------------------------------------------------------------------------- |
| 26-5-2014                                                                  | Genk                                                                       | Belgio                                                                     | 5 – 1                                                                      | Lussemburgo                                                                | Amichevole                                                                 | -5                                                                         |                                                                            |
| 4-6-2014                                                                   | Perugia                                                                    | Italia                                                                     | 1 – 1                                                                      | Lussemburgo                                                                | Amichevole                                                                 | -1                                                                         |                                                                            |
| 25-3-2016                                                                  | Lussemburgo                                                                | Lussemburgo                                                                | 0 – 3                                                                      | Bosnia ed Erzegovina                                                       | Amichevole                                                                 | -3                                                                         |                                                                            |
| 29-3-2016                                                                  | Lussemburgo                                                                | Lussemburgo                                                                | 3 – 0 tav                                                                  | Albania                                                                    | Amichevole                                                                 | -                                                                          | 46’                                                                        |
| 31-5-2016                                                                  | Lussemburgo                                                                | Lussemburgo                                                                | 1 – 3                                                                      | Nigeria                                                                    | Amichevole                                                                 | -3                                                                         |                                                                            |
| 7-10-2016                                                                  | Lussemburgo                                                                | Lussemburgo                                                                | 0 – 1                                                                      | Svezia                                                                     | Qual. Mondiali 2018                                                        | -1                                                                         |                                                                            |
| 10-10-2016                                                                 | Borisov                                                                    | Bielorussia                                                                | 1 – 1                                                                      | Lussemburgo                                                                | Qual. Mondiali 2018                                                        | -1                                                                         |                                                                            |
| 25-3-2017                                                                  | Lussemburgo                                                                | Lussemburgo                                                                | 1 – 3                                                                      | Francia                                                                    | Qual. Mondiali 2018                                                        | -                                                                          | 21’                                                                        |
| 9-11-2017                                                                  | Lussemburgo                                                                | Lussemburgo                                                                | 2 – 1                                                                      | Ungheria                                                                   | Amichevole                                                                 | -1                                                                         |                                                                            |
| 27-3-2018                                                                  | Lussemburgo                                                                | Lussemburgo                                                                | 0 – 4                                                                      | Austria                                                                    | Amichevole                                                                 | -4                                                                         |                                                                            |
| 31-5-2018                                                                  | Lussemburgo                                                                | Lussemburgo                                                                | 0 – 0                                                                      | Senegal                                                                    | Amichevole                                                                 | -                                                                          |                                                                            |
| 5-6-2018                                                                   | Lussemburgo                                                                | Lussemburgo                                                                | 1 – 0                                                                      | Georgia                                                                    | Amichevole                                                                 | -                                                                          | 46’                                                                        |
| 8-9-2018                                                                   | Lussemburgo                                                                | Lussemburgo                                                                | 4 – 0                                                                      | Moldavia                                                                   | UEFA Nations League 2018-2019 - 1º turno                                   | -                                                                          |                                                                            |
| 11-9-2018                                                                  | San Marino                                                                 | San Marino                                                                 | 0 – 3                                                                      | Lussemburgo                                                                | UEFA Nations League 2018-2019 - 1º turno                                   | -                                                                          | 15’                                                                        |
| 12-10-2018                                                                 | Borisov                                                                    | Bielorussia                                                                | 1 – 0                                                                      | Lussemburgo                                                                | UEFA Nations League 2018-2019 - 1º turno                                   | -1                                                                         |                                                                            |
| 15-11-2018                                                                 | Lussemburgo                                                                | Lussemburgo                                                                | 0 – 2                                                                      | Bielorussia                                                                | UEFA Nations League 2018-2019 - 1º turno                                   | -2                                                                         |                                                                            |
| 18-11-2018                                                                 | Chișinău                                                                   | Moldavia                                                                   | 1 – 1                                                                      | Lussemburgo                                                                | UEFA Nations League 2018-2019 - 1º turno                                   | -1                                                                         |                                                                            |
| 22-3-2019                                                                  | Lussemburgo                                                                | Lussemburgo                                                                | 2 – 1                                                                      | Lituania                                                                   | Qual. Euro 2020                                                            | -1                                                                         |                                                                            |
| 25-3-2019                                                                  | Lussemburgo                                                                | Lussemburgo                                                                | 1 – 2                                                                      | Ucraina                                                                    | Qual. Euro 2020                                                            | -2                                                                         |                                                                            |
| 2-6-2019                                                                   | Lussemburgo                                                                | Lussemburgo                                                                | 3 – 3                                                                      | Madagascar                                                                 | Amichevole                                                                 | -1                                                                         | 46’                                                                        |
| 7-6-2019                                                                   | Vilnius                                                                    | Lituania                                                                   | 1 – 1                                                                      | Lussemburgo                                                                | Qual. Euro 2020                                                            | -1                                                                         |                                                                            |
| 10-6-2019                                                                  | Leopoli                                                                    | Ucraina                                                                    | 1 – 0                                                                      | Lussemburgo                                                                | Qual. Euro 2020                                                            | -1                                                                         |                                                                            |
| 5-9-2019                                                                   | Belfast                                                                    | Irlanda del Nord                                                           | 1 – 0                                                                      | Lussemburgo                                                                | Amichevole                                                                 | -1                                                                         | 46’                                                                        |
| 10-9-2019                                                                  | Lussemburgo                                                                | Lussemburgo                                                                | 1 – 3                                                                      | Serbia                                                                     | Qual. Euro 2020                                                            | -3                                                                         |                                                                            |
| 11-10-2019                                                                 | Lisbona                                                                    | Portogallo                                                                 | 3 – 0                                                                      | Lussemburgo                                                                | Qual. Euro 2020                                                            | -3                                                                         |                                                                            |
| 15-10-2019                                                                 | Aalborg                                                                    | Danimarca                                                                  | 4 – 0                                                                      | Lussemburgo                                                                | Amichevole                                                                 | -2                                                                         | 46’                                                                        |
| 14-11-2019                                                                 | Belgrado                                                                   | Serbia                                                                     | 3 – 2                                                                      | Lussemburgo                                                                | Qual. Euro 2020                                                            | -3                                                                         |                                                                            |
| 17-11-2019                                                                 | Lussemburgo                                                                | Lussemburgo                                                                | 0 – 2                                                                      | Portogallo                                                                 | Qual. Euro 2020                                                            | -2                                                                         |                                                                            |
| 5-9-2020                                                                   | Baku                                                                       | Azerbaigian                                                                | 1 – 2                                                                      | Lussemburgo                                                                | UEFA Nations League 2020-2021 - 1º turno                                   | -1                                                                         |                                                                            |
| 8-9-2020                                                                   | Lussemburgo                                                                | Lussemburgo                                                                | 0 – 1                                                                      | Montenegro                                                                 | UEFA Nations League 2020-2021 - 1º turno                                   | -1                                                                         |                                                                            |
| 10-10-2020                                                                 | Lussemburgo                                                                | Lussemburgo                                                                | 2 – 0                                                                      | Cipro                                                                      | UEFA Nations League 2020-2021 - 1º turno                                   | -                                                                          |                                                                            |
| 13-10-2020                                                                 | Podgorica                                                                  | Montenegro                                                                 | 1 – 2                                                                      | Lussemburgo                                                                | UEFA Nations League 2020-2021 - 1º turno                                   | -1                                                                         |                                                                            |
| 11-11-2020                                                                 | Lussemburgo                                                                | Lussemburgo                                                                | 0 – 3                                                                      | Austria                                                                    | Amichevole                                                                 | -3                                                                         |                                                                            |
| 14-11-2020                                                                 | Strovolos                                                                  | Cipro                                                                      | 2 – 1                                                                      | Lussemburgo                                                                | UEFA Nations League 2020-2021 - 1º turno                                   | -2                                                                         |                                                                            |
| 24-3-2021                                                                  | Debrecen                                                                   | Qatar                                                                      | 1 – 0                                                                      | Lussemburgo                                                                | Amichevole                                                                 | -1                                                                         |                                                                            |
| 27-3-2021                                                                  | Dublino                                                                    | Irlanda                                                                    | 0 – 1                                                                      | Lussemburgo                                                                | Qual. Mondiali 2022                                                        | -                                                                          |                                                                            |
| 30-3-2021                                                                  | Lussemburgo                                                                | Lussemburgo                                                                | 1 – 3                                                                      | Portogallo                                                                 | Qual. Mondiali 2022                                                        | -3                                                                         |                                                                            |
| 2-6-2021                                                                   | Malaga                                                                     | Norvegia                                                                   | 1 – 0                                                                      | Lussemburgo                                                                | Amichevole                                                                 | -1                                                                         |                                                                            |
| 6-6-2021                                                                   | Lussemburgo                                                                | Lussemburgo                                                                | 0 – 1                                                                      | Scozia                                                                     | Amichevole                                                                 | -1                                                                         |                                                                            |
| 1-9-2021                                                                   | Lussemburgo                                                                | Lussemburgo                                                                | 2 – 1                                                                      | Azerbaigian                                                                | Qual. Mondiali 2022                                                        | -1                                                                         |                                                                            |
| 4-9-2021                                                                   | Belgrado                                                                   | Serbia                                                                     | 4 – 1                                                                      | Lussemburgo                                                                | Qual. Mondiali 2022                                                        | -4                                                                         |                                                                            |
| 7-9-2021                                                                   | Lussemburgo                                                                | Lussemburgo                                                                | 1 – 1                                                                      | Qatar                                                                      | Amichevole                                                                 | -1                                                                         |                                                                            |
| 9-10-2021                                                                  | Lussemburgo                                                                | Lussemburgo                                                                | 0 – 1                                                                      | Serbia                                                                     | Qual. Mondiali 2022                                                        | -1                                                                         |                                                                            |
| 12-10-2021                                                                 | Faro                                                                       | Portogallo                                                                 | 5 – 0                                                                      | Lussemburgo                                                                | Qual. Mondiali 2022                                                        | -5                                                                         |                                                                            |
| 25-3-2022                                                                  | Lussemburgo                                                                | Lussemburgo                                                                | 1 – 3                                                                      | Irlanda del Nord                                                           | Amichevole                                                                 | -3                                                                         |                                                                            |
| 29-3-2022                                                                  | Zenica                                                                     | Bosnia ed Erzegovina                                                       | 1 – 0                                                                      | Lussemburgo                                                                | Amichevole                                                                 | -1                                                                         |                                                                            |
| 4-6-2022                                                                   | Vilnius                                                                    | Lituania                                                                   | 0 – 2                                                                      | Lussemburgo                                                                | UEFA Nations League 2022-2023 - 1º turno                                   | -                                                                          |                                                                            |
| 7-6-2022                                                                   | Tórshavn                                                                   | Fær Øer                                                                    | 0 – 1                                                                      | Lussemburgo                                                                | UEFA Nations League 2022-2023 - 1º turno                                   | -                                                                          |                                                                            |
| 11-6-2022                                                                  | Lussemburgo                                                                | Lussemburgo                                                                | 0 – 2                                                                      | Turchia                                                                    | UEFA Nations League 2022-2023 - 1º turno                                   | -2                                                                         |                                                                            |
| 14-6-2022                                                                  | Lussemburgo                                                                | Lussemburgo                                                                | 2 – 2                                                                      | Fær Øer                                                                    | UEFA Nations League 2022-2023 - 1º turno                                   | -2                                                                         |                                                                            |
| 22-9-2022                                                                  | Istanbul                                                                   | Turchia                                                                    | 3 – 3                                                                      | Lussemburgo                                                                | UEFA Nations League 2022-2023 - 1º turno                                   | -3                                                                         |                                                                            |
| 25-9-2022                                                                  | Lussemburgo                                                                | Lussemburgo                                                                | 1 – 0                                                                      | Lituania                                                                   | UEFA Nations League 2022-2023 - 1º turno                                   | -                                                                          |                                                                            |
| 17-11-2022                                                                 | Lussemburgo                                                                | Lussemburgo                                                                | 2 – 2                                                                      | Ungheria                                                                   | Amichevole                                                                 | -1                                                                         | 46’                                                                        |
| 23-3-2023                                                                  | Trnava                                                                     | Slovacchia                                                                 | 0 – 0                                                                      | Lussemburgo                                                                | Qual. Euro 2024                                                            | -                                                                          |                                                                            |
| 26-3-2023                                                                  | Lussemburgo                                                                | Lussemburgo                                                                | 0 – 6                                                                      | Portogallo                                                                 | Qual. Euro 2024                                                            | -6                                                                         |                                                                            |
| 17-6-2023                                                                  | Lussemburgo                                                                | Lussemburgo                                                                | 2 – 0                                                                      | Liechtenstein                                                              | Qual. Euro 2024                                                            | -                                                                          |                                                                            |
| 20-6-2023                                                                  | Zenica                                                                     | Bosnia ed Erzegovina                                                       | 0 – 2                                                                      | Lussemburgo                                                                | Qual. Euro 2024                                                            | -                                                                          | 87’                                                                        |
| 8-9-2023                                                                   | Lussemburgo                                                                | Lussemburgo                                                                | 3 – 1                                                                      | Islanda                                                                    | Qual. Euro 2024                                                            | -1                                                                         |                                                                            |
| 11-9-2023                                                                  | Faro                                                                       | Portogallo                                                                 | 9 – 0                                                                      | Lussemburgo                                                                | Qual. Euro 2024                                                            | -9                                                                         |                                                                            |
| 13-10-2023                                                                 | Reykjavík                                                                  | Islanda                                                                    | 1 – 1                                                                      | Lussemburgo                                                                | Qual. Euro 2024                                                            | -1                                                                         | 90+4’                                                                      |
| 16-10-2023                                                                 | Lussemburgo                                                                | Lussemburgo                                                                | 0 – 1                                                                      | Slovacchia                                                                 | Qual. Euro 2024                                                            | -1                                                                         |                                                                            |
| 16-11-2023                                                                 | Lussemburgo                                                                | Lussemburgo                                                                | 4 – 1                                                                      | Bosnia ed Erzegovina                                                       | Qual. Euro 2024                                                            | -1                                                                         |                                                                            |
| 19-11-2023                                                                 | Vaduz                                                                      | Liechtenstein                                                              | 0 – 1                                                                      | Lussemburgo                                                                | Qual. Euro 2024                                                            | -                                                                          |                                                                            |
| 21-3-2024                                                                  | Tbilisi                                                                    | Georgia                                                                    | 2 – 0                                                                      | Lussemburgo                                                                | Qual. Euro 2024                                                            | -2                                                                         |                                                                            |
| 26-3-2024                                                                  | Lussemburgo                                                                | Lussemburgo                                                                | 2 – 1                                                                      | Kazakistan                                                                 | Amichevole                                                                 | -1                                                                         |                                                                            |
| 5-6-2024                                                                   | Metz                                                                       | Francia                                                                    | 3 – 0                                                                      | Lussemburgo                                                                | Amichevole                                                                 | -3                                                                         |                                                                            |
| 8-6-2024                                                                   | Bruxelles                                                                  | Belgio                                                                     | 3 – 0                                                                      | Lussemburgo                                                                | Amichevole                                                                 | -3                                                                         |                                                                            |
| 5-9-2024                                                                   | Belfast                                                                    | Irlanda del Nord                                                           | 2 – 0                                                                      | Lussemburgo                                                                | UEFA Nations League 2024-2025 - 1º turno                                   | -2                                                                         |                                                                            |
| 8-9-2024                                                                   | Lussemburgo                                                                | Lussemburgo                                                                | 0 – 1                                                                      | Bielorussia                                                                | UEFA Nations League 2024-2025 - 1º turno                                   | -1                                                                         |                                                                            |
| 12-10-2024                                                                 | Plovdiv                                                                    | Bulgaria                                                                   | 0 – 0                                                                      | Lussemburgo                                                                | UEFA Nations League 2024-2025 - 1º turno                                   | -                                                                          |                                                                            |
| 15-10-2024                                                                 | Zalaegerszeg                                                               | Bielorussia                                                                | 1 – 1                                                                      | Lussemburgo                                                                | UEFA Nations League 2024-2025 - 1º turno                                   | -1                                                                         |                                                                            |
| 22-3-2025                                                                  | Lussemburgo                                                                | Lussemburgo                                                                | 1 – 0                                                                      | Svezia                                                                     | Amichevole                                                                 | -                                                                          |                                                                            |
| 25-3-2025                                                                  | San Gallo                                                                  | Svizzera                                                                   | 3 – 1                                                                      | Lussemburgo                                                                | Amichevole                                                                 | -3                                                                         | 46’                                                                        |
| Totale                                                                     |                                                                            | Presenze                                                                   | 73                                                                         |                                                                            | Reti                                                                       | -116                                                                       |                                                                            |

## Palmarès

### Club

#### Competizioni nazionali
- Campionato belga: 2

Standard Liegi: 2008-2009
Union Saint-Gilloise: 2024-2025
- Coppa del Belgio: 2

Standard Liegi: 2010-2011
Union Saint-Gilloise: 2023-2024
- Supercoppa del Belgio: 2

Standard Liegi: 2009
Union Saint-Gilloise: 2024
- Division 1B: 1

Union Saint-Gilloise: 2020-2021